# Joaquim José Correia
Joaquim José Antunes Correia (Évora, 16 de outubro de 1945 — Lisboa, 16 de outubro de 1966) foi um cavaleiro tauromáquico português, morto numa corrida no Campo Pequeno. Foi-lhe atribuído, a título póstumo, o Prémio Bordalo (1966) na categoria "Tauromaquia".

## Biografia
Joaquim José  Correia nasceu a 16 de outubro de 1945, em Évora...
Depois de várias atuações como cavaleiro tauromáquico amador, Joaquim José Correia veio a tomar a alternativa na Monumental do Campo Pequeno, a 18 de abril de 1965.
A 16 de outubro de 1966, numa corrida de beneficência a favor do Orfanato Escola Santa Isabel, na Praça de Touros do Campo Pequeno, Quim Zé montava o cavalo "Tirol" que foi cholhido por Carvoeiro, um toiro da ganadaria Rio Frio, de José Samuel Lupi, levando a que o cavalo escorregasse quando o cavaleiro se preparava para cravar mais um ferro comprido.  A queda deixou o cavaleiro inconsciente. Seria transportado para o Hospital de Santa Maria, onde já chegou em estado de morte cerebral.
Joaquim José  Correia morreu a 16 de outubro de 1966, em Lisboa, no dia em completava 21 anos.
Foi atribuído a Joaquim José Correia, a título póstumo, o Prémio Bordalo (1966), ou Prémio da Imprensa, como "Cavaleiro" da categoria "Tauromaquia", tendo a Casa da Imprensa em 1968 que também distinguido nesta categoria o matador de touros José Júlio e o Cabo do Grupo de Forcados de Santarém Ricardo Rhodes Sérgio.